# 唐津一
唐津 一（からつ はじめ、1919年1月9日 - 2016年8月15日）は、日本の評論家、システム工学者。東海大学名誉教授。

## 経歴
旧満州安東(現丹東)生まれ。東京帝国大学工学部卒業後、逓信省電気試験所を経て、日本電信電話公社（現NTT）に入社。1961年、松下通信工業に移り、1978年常務取締役、1984年には松下電器産業技術顧問に就任。1986年より東海大学開発技術研究所教授。1990年から1993年まで東海大学福岡短期大学初代学長を兼ねた。1998年より東海大学教授。著書多数。
2016年8月15日、老衰のため死去。97歳没。

## 受賞・受勲歴
- 1981年 デミング賞本賞[1]
- 1982年 通産省情報化推進貢献個人賞表彰
- 1984年 文部省産業教育功労賞
- 1989年 正論大賞
- 1995年 山本七平賞『デフレ繁栄論』
- 2001年 勲三等瑞宝章[3]

## 主著
- 『販売の科学』日刊工業新聞社 1957 のちPHP文庫
- 『新製品開発の技術』日刊工業新聞社、1961
- 『入門者のためのオペレーションズ・リサーチ』日本科学技術連盟 1963
- 『経営におけるマキャベリズム 権謀術数の現代的活用法』光文社（カッパ・ビジネス）1964　「マキャヴェリの経営語録」PHP文庫
- 『企業をのばす数学 ORで経営の急所をつかむ法』講談社ブルーバックス 1964
- 『企業をのばす品質管理 QC成功法,トップから現場まで』講談社ブルーバックス）1966
- 『エレクトロニクス専科 エレクトロニクス技術』中野一夫名義 誠文堂新光社 1965
- 『経営と情報』日本放送出版協会（NHK情報科学講座）1968
- 『システム工学』講談社現代新書 1970
- 『入門販売の科学 売りながら調べ調べながら売る』実業之日本社 1974
- 『販売の科学 売りながら調べ調べながら売る』実業之日本社 1979
- 『1990年日本のシナリオ』 （PHP研究所、1981年）
- 『TQC日本の知恵』日科技連出版社 1981
- 『空洞化するアメリカ産業への直言』（PHP研究所、1986年）
- 『QCからの発想 仕事の質と効率をいかにあげるか』PHP文庫 1987
- 『知的生産大国への戦略 グラム・エコノミクスのすすめ』PHP研究所 1988
- 『生産大国ニッポンの挑戦 製造業は必ず復権する』実業之日本社 1988
- 『技術大国に孤立なし 日本の成功が、世界の常識を変える』PHP研究所 1990
- 『日米技術連邦に敵なし 日米共存と世界の繁栄』PHP研究所 1992
- 『日本的経営は死なず―迷走する日本産業への直言』（PHP研究所、1993年）
- 『日本経済の活路 経営者よ、自信をもて』PHP研究所 1994
- 『産業空洞化幻想論―新技術で日はまた昇る』（PHP研究所、1994年）
- 『コンセプト・エンジニアリング革命 低価格化時代の企業戦略』PHP研究所 1994
- 『デフレ繁栄論―日本を強くする逆転の発想』（PHP研究所、1995年）
- 『強い企業はこうしてつくれ! 唐津一の「生産性倍増論」』PHP研究所 1995
- 『儲かるようにすれば儲かる 商売成功の秘訣』PHP研究所 1996 のち文庫
- 『「新」の時代がやってくる 日本の技術の近未来』PHP研究所、1996
- 『かけひきの科学 情報をいかに使うか』PHP新書 1997
- 『これから30年日本・陽は必ず昇る』PHP研究所、1997
- 『唐津一の日本企業“発想の強さ"がわかる事典』PHPエディターズ・グループ、1997
- 『日本経済の底力 物づくりの知恵が未来を拓く』日本経済新聞社、1997
- 『ずぼら産業繁栄論 ニュービジネスのヒント』PHP研究所、1998
- 『売れるようにすれば売れる 企業経営成功の秘訣』PHP研究所、1998
- 『アメリカはこれで大丈夫か その時日本が世界を救う』PHP研究所、1998
- 『松下幸之助とその社員は逆境をいかに乗り越えたか』PHP研究所 1999 「不況に勝った松下幸之助とその社員たち」文春文庫
- 『説得の法則 情報を武器にする』PHP新書 1999
- 『考え方を変えれば景気は必ず回復します』PHP研究所 1999
- 『「ものづくり」は国家なり―日本・IT大国への道筋』（PHP研究所、2000年）
- 『ビジネス難問の解き方 壁を突破する思考』PHP新書 2002
- 『技術参謀が日本を変える』中央公論新社 2002
- 『モノを売るにはコツがある』中央公論新社 2003
- 『儲かる企業の新常識 モノ作り「最強の現場」に見る』ビジネス社 2003
- 『中国は日本を追い抜けない！』（PHP研究所、2004年）
- 『「儲け」の法則 「売れる仕組み」を作れば売れていく!』PHP研究所 2005
- 『現場主義』中央公論新社 2005
- 『日本のものづくりは世界一・マスコミにもの申す』（PHP研究所、2006年）
- 『【図解】仕事のカベの破り方 営業・かけひき・決断に効く最強の問題解決法 成功には必ずコツがある! 』（PHP研究所、2007年）

## 共著
- アメリカの“皆の衆"に告ぐ 日米関係なにが不均衡なのか 渡部昇一 致知出版社 1994.11
- 強円高 だから日本は繁栄する 牧野昇 徳間書店 1995.8
- アジアの蜜は甘いぞ! 日本の経営と技術を活かす道 邱永漢 PHP研究所 1995.8
- 「ものづくり」を忘れた国は滅ぶ 加護野忠男 PHP研究所 1998.3
- 景気浮揚は夜の街から 邱永漢 PHP研究所、1999.8
- 技術屋の復権 長谷川慶太郎 オーム社 1999.11（テクノライフ選書）
- 日本経済・「日の出」は近い! 樋口廣太郎 PHP研究所 1999.3

## 翻訳
- かけひきの科学 ゲームの理論とは何か ジョン・マクドナルド 日本規格協会 1954
- 情報の理論 その工学的応用 D.A.ベル 丸善 1955
- アメリカン・ドリームは終わったか 21世紀アメリカの理念を求めて ウィリアム・ヴァン・デューセン・ウィシャード PHP研究所 1993.12